# Anameromorpha unicolor
Anameromorpha unicolor là một loài bọ cánh cứng trong họ Cerambycidae.